# Alessandro Calegari
Pour les articles homonymes, voir Calegari, Caligari et Callegari.
Alessandro Calegari, né à Brescia en 1699 et mort dans la même ville en 1765, est un sculpteur baroque italien, membre d'une prominente famille de sculpteurs brescians actifs de la seconde moitié du XVIIe siècle au début du XIXe siècle.

## Biographie
Alessandro Calegari naît à Brescia de Santo Calegari l'Aîné. Son père ne lui apprend pas grand chose de la sculpture, étant mort en 1717. Alessandro apprend donc de son frère aîné Antonio, et l'aide à réaliser plusieurs œuvres, notamment à Manerbio. Selon Giovanni Battista Carboni, ne pouvant pas obtenir le diplôme qu'il voulait, Alessandro déménage en Allemagne où il se marie. Il y travaille pendant un certain moment avant de revenir à Brescia avant 1756, date des œuvres réalisées à Manerbio avec Antonio. Aucune trace subsistante de ses œuvres en Allemagne ne reste. Il meurt à Brescia avant 1770.
Alessandro Calegari est le père de nombreux enfants, dont quatre fils que deviennent aussi sculpteurs. Giovanni Battista, Gaetano et Paolo le rejoignent à son atelier, mais seul Gelfino atteint une réputation d'une certaine notabilité. 

## Œuvres

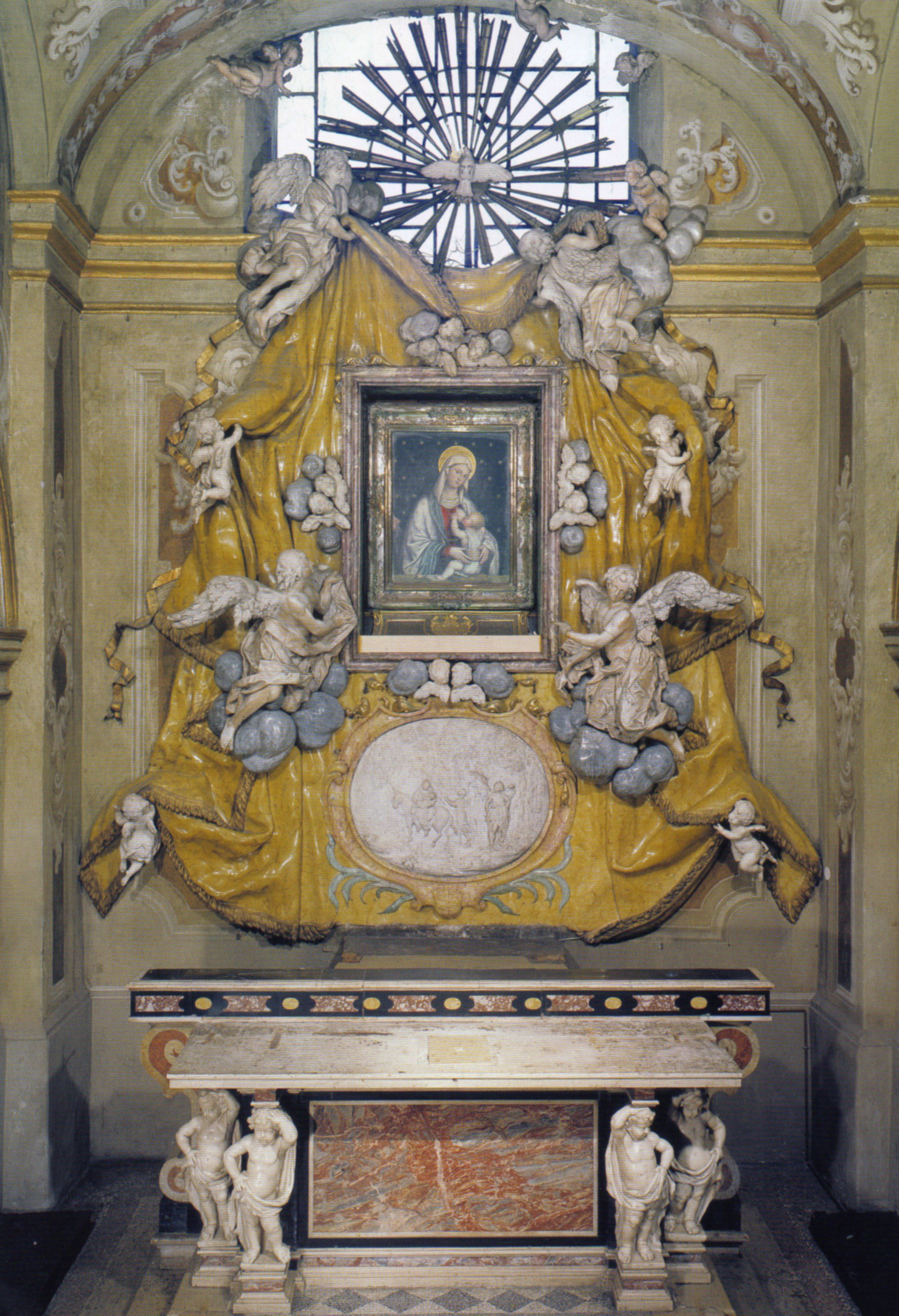
L'autel de la Madonna del Tabarrino.

Des deux frères, Antonio était le plus talentueux et Alessandro manquait de raffinement technique. Peu de ses œuvres subsistent ; On compte notamment un autel situé dans l'église San Giovanni Evangelista de Brescia (it). Appelé la Madonna del Tabarrino, l'autel est composé d'une table en marbre avec au-dessus la peinture de la Vierge entouré d'un ange et de nuages. Le contenu très animé rappelle Moretto, mais les figures manquent d'expressions.
Le sculpteur a aussi réalisé deux statues d'évêques dans l'église paroissiale (it) de Piedicastello (it), un quartier de Trente, qualifiées par Susan Weber (en) d'ayant une géométrie dure et d'une draperie qui s'élargit, rappelant l'œuvre de son frère.